# Ла-Морра
Ла-Морра (итал. La Morra) — коммуна в Италии, располагается в регионе Пьемонт, в провинции Кунео.
Население составляет 2704 человека (2008 г.), плотность населения составляет 113 чел./км². Занимает площадь 24 км². Почтовый индекс — 12064. Телефонный код — 0173.
Покровителем коммуны почитается святой Мартин Турский, празднование 11 ноября.

## Демография
Динамика населения:

## Администрация коммуны
- Официальный сайт: http://www.la-morra.it/